# ジブチの鉄道
ジブチの鉄道では、ジブチにおける鉄道について記す。

## 鉄道史
- 2018年1月 アディスアベバ・ジブチ鉄道が商用運転開始。

## 事業者
- ジブチ・エチオピア鉄道会社

## 隣接国との鉄道接続状況
- エリトリア - 接続なし
- エチオピア - （ジブチ港 - ディレ・ダワ） -  ジブチ・エチオピア鉄道＝同じ狭軌を採用1,000 mm。アディスアベバ・ジブチ鉄道＝標準軌（1,435mm）。
- ソマリア - 接続なし